# Psilocybe baeocystis
Psilocybe baeocystis es un hongo psilocibio de la familia Hymenogastraceae, contiene los compuestos enteogénicos psilocibina, psilocina y baeocistina. Existe evidencia de que el mismo es sinónimo de Psilocybe aztecorum.

## Etimología e historia
La palabra proviene del griego baeo (pequeño) y kystis (bolsa).
En el año 1945 se recolecta por primera vez (documentada) a P. baeocystis en Eugene (Oregón). En 1958 es descripto formalmente y es publicado por Singer y Smith. Luego, en 1962 se detecta psilocina en esta especie, y la baeocistina y la norbaeocistina entre los años 1967-1968 son descubiertas y nombradas. Finalmente, en 1981 nuevas pruebas revelan que contiene psilocibina, psilocina, baeocistina y norbaeocistina.

## Descripción
Psilocybe baeocystis tiene un olor y un gusto farináceo

### Sombrero
El sombrero posee un diámetro de 1.5–5.5 cm y es cónico u obtuso-cónico a convexo. Los bordes del sombrero se doblan hacia adentro cuando el mismo es joven, raramente se tornan planos con la edad. En ciertas ocasiones es ondulado, translúcido-estriado con manchas a medida que crece verdosas y azuladas alrededor de los bordes. El color va de marrón oliva oscuro a marrón ante y ocasionalmente de un azul metálico; cuando es secado tiende hacia un marrón cobrizo hacia el centro. Es higrófano, destiñéndose a un blanco leche, es viscoso cuando está húmedo por una película gelatinosa fácilmente removible. La carne del hongo escasa y se forman magulladuras o moretones azules fácilmente.

### Láminas
Las láminas son cerradas con uniones adnatas a sinuosas y son grisáceas a marrón canela, con los bordes que permanecen pálidos.

### Esporas
Las esporas de Psilocybe baeocystis son de un marrón oscuro purpúreo cuando no están libres. Vistas de frente son oblongas y de costado son asimétricas elipsoidales. Sus dimensiones son de (8.5) 9.5–13.7(17) x (5) 5.5–6.6(7.1) µm.

### Estipe
El estipe es de 5–7 cm de largo, y de 2–3 mm de ancho. El color es de pálido a un marrón leve con filamentos blancos mientras se va tornando más amarillento a medida que sube. En la base se encuentran rizomorfos distintos. El estipe es quebradizo, compuesto por fibras flácidas y holgadas y posee un velo parcial evanescente que rápidamente se torna indistinguible. Cuando es dañado, como otros hongos psilocibios se tiñe fácilmente de azul.

### Características microscópicas
El basidio es tetraesporado y el pleurocistidio está ausente. El queilocistidio es de 20–30(40) x 4.5–6(9) µm, fusiforme y con un cuello estrecho.
Estas especies se encuentran estrechamente emparentadas a los P. aztecorum var. aztecorum subtropicales, que también se blanquean al secarse.

## Distribución
Psilocybe baeocystis es un hongo hemiboreal, común a través de la región del Noroeste del Pacífico. Se ha encontrado en Maine en noviembre de 2007.

## Hábitat
Psilocybe baeocystis es un hongo solitario a cespitoso, y se esparce fácilmente en las cortezas que se encuentran en el suelo, astillas de madera, musgos de turbera, en el mantillo que se forma en el suelo de las cóniferas, en ciertas ocasiones en la gramilla, pasturas y muy raramente en bosques de coníferas. A veces, crece bajo ciertas plantas como las rododendros y azaleas y  en arbustos de rosas de jardines con suelos bien abonados, creciendo algunas veces entre otras especies de Psilocybe como Psilocybe stuntzii y Psilocybe cyanescens.

## Sistemática
Psilocybe baeocystis fue descrita por los micólogos Rolf Singer & Alexander Hanchett Smith y la descripción publicada en Mycologia 50 (1): 141 en 1958.
El hongo fue ubicado en la sección de Aztecorum por Gastón Guzmán, otros miembros de tal sección son Psilocybe aztecorum var. aztecorum, Psilocybe aztecorum var. bonetii, Psilocybe pseudoaztecorum y Psilocybe quebecensis.

## Bioquímica
La psilocina se reporta por primera vez en estas especies por Benedict et al. en 1962, y unos años más tarde, Leung y Paul reportan el compuesto relacionado baeocistina, aislado de cultivos saprótrofos, como también el análogo no metilado norbaeocistina. Beug y Bigwood (1981) publican las concentraciones de tales compuestos en Psilocybe baeocystis mediante el uso de cromatografía de fase reversa y cromatografía en capa fina Las concentraciones dadas para estos compuestos psicoactivos van del 0.15-0.85% de psilocibina, más del 0.59% de psilocina y más del 0.10% de baeocistina.